# Таманґ
Таманґ, тхаманґ або мурмі — народ, що мешкає в Центральному та Східному Непалі. Традиційне місце розселення: горбиста область між річками Будхіґандакі і Лікху; у гірських районах, що примикають до долини Катманду; на південь від цієї долини до середнього перебігу річки Ґандак і річки Сун-Косі, серед народу шерпа. На межі з Тибетом (від верхів'їв річки Карналі до річки Бхері) називаються лама-тамангі, на сході — мурмі. В наш час[коли?] вони у великій кількості проживають в містах Расува, Нувакот, Дхадінг, Макаванпур, Сіндхулі, Рамечхап, Долакха, Лалітпур, Сіндхупалчок і Каврепаланчок в центральному регіоні Непалу. Також їх можна зустріти в індійських штатах Західний Бенгал, Сіккім, Ассам і Нагаленд, а також на території М'янми і Бутану. Населення таманґ в Непалі, за переписом 2001 року, становить 1 282 304 чоловік або 5,6 % населення країни.